# 柔毛蓼
柔毛蓼（学名：Polygonum sparsipilosum）为蓼科蓼属下的一个种。